# Clan Akiyama
Pour les articles homonymes, voir Akiyama.
Le clan Akiyama (秋山氏, Akiyama-shi) est un clan du Japon médiéval qui n'a été présent que pendant la période Sengoku durant laquelle il servait le clan Takeda.

## Histoire
Le clan Akiyama servait le clan Takeda pendant la période Sengoku. Il a servi celui-ci jusqu'en 1582, date à laquelle le clan Takeda a été détruit par les forces allies des clans Oda et Tokugawa.
Certains des Akiyama ont quitté la province de Kai pour s'installer dans l'île de Shikoku.